# Cryptops acapulcensis
Cryptops acapulcensis är en mångfotingart som beskrevs av Karl Wilhelm Verhoeff 1934. Cryptops acapulcensis ingår i släktet Cryptops och familjen Cryptopidae. Inga underarter finns listade i Catalogue of Life.